# Rudolf Kleinpaul

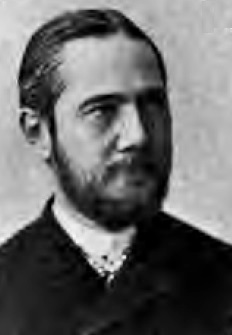
Rudolf Kleinpaul

Rudolf Alexander Reinhold Kleinpaul (* 9. März 1845 in Großgrabe bei Kamenz, Oberlausitz; † 18. Juli 1918 in Leipzig) war ein deutscher Philologe und Sachbuchautor.

## Leben
Kleinpaul studierte von 1863 bis 1867 an der Universität Leipzig und anschließend bis 1869 in Berlin Philosophie, Philologie, vergleichende Sprachwissenschaft und Naturwissenschaften und promovierte zum Dr. phil. Schon in dieser Zeit veröffentlichte er Zeitungsartikel. Er ging nach Paris und 1871 nach Italien, von wo aus er Griechenland, Ägypten und Palästina bereiste. 1878 ließ er sich in Gohlis bei Leipzig nieder und lebte als freier Schriftsteller.
Seine zahlreichen Publikationen behandeln geografische, historische, linguistische, philosophische und religiöse Themen in leichtem und oft ironischem Ton.

## Ehrungen
- Königlich-bayerische Ludwigsmedaille für Kunst und Wissenschaft
- Brillantnadel vom König von Sachsen

## Schriften
- Die Dahabiye: Reiseskizzen aus Ägypten. Stuttgart (1879)
- Roma Capitale. Leipzig (1880), online
- Mediterranea. Leipzig (1881)
- Kreuziget ihn! Welsche Reiseabenteuer. Leipzig (1882)
- Rom in Wort und Bild. 2 Bde. Leipzig (1882/83), online
- Italienischer Sprachführer. Leipzig (1901)
- Neapel und seine Umgebung. Leipzig (1884)
- Der Prinzenraub. Leipzig (1884) Digitalisat
- Menschen- und Völkernamen. Leipzig (1885), online
- Florenz in Wort und Bild. Leipzig (1887), online
- Sprache ohne Worte. Leipzig (1888), online
- Die Rätsel der Sprache. Leipzig (1890), online
- Das Stromgebiet der Sprache. Leipzig (1892), online
- Menschenopfer und Ritualmorde. Leipzig (1892), online
- Das Mittelalter. Bilder aus dem Leben und Treiben aller Stände in Europa. Mit 268 Illustrationen, 13 Vollbildertafeln und Farbendrucken. 2 Bände. Leipzig (1893–1895; archive.org)
- Gastronomische Märchen. Leipzig (1893)
- Das Fremdwort im Deutschen. Leipzig (3. Auflage, 1903), online
- Die Lebendigen und die Toten in Volksglauben, Religion und Sage. Leipzig (1898), online
- Modernes Hexenwesen. Leipzig (1900), online
- Die deutschen Personennamen – Ihre Entstehung und Bedeutung. Leipzig (1916)
- Der Mord von Konitz und der Blutaberglaube des Mittelalters, Leipzig (1900)
- Die Ortsnamen im Deutschen. Ihre Entwicklung und ihre Herkunft. Leipzig (1919), online